# Marcus Haislip
Marcus Haislip, né le 22 décembre 1980 à Lewisburg dans le Tennessee (États-Unis), est un joueur américain de basket-ball. Il joue au poste d'ailier fort.

## Biographie
Il est choisi en 13e position lors de draft 2002 de la NBA par les Bucks de Milwaukee.
En décembre 2014, il est choisi pour faire partie de la meilleure équipe du tournoi de la coupe d’Afrique des clubs champions, est le troisième meilleur scorer du tournoi avec 19,3 points en moyenne par match avec le Club africain.

## Palmarès

### En club
- Coupe de Turquie de basket-ball : 2007
- Médaille de bronze à la coupe d’Afrique des clubs champions 2014 ( Tunisie)

### Distinctions personnelles
- Championnat de Turquie de basket-ball All Star 2x : 2006 et 2007
- Championnat de Grèce de basket-ball All Star : 2010
- Championnat de Chine de basket-ball All Star : 2013
- Nommé dans le cinq majeur de la coupe d'Afrique des clubs champions 2014[2]